# ニホア島

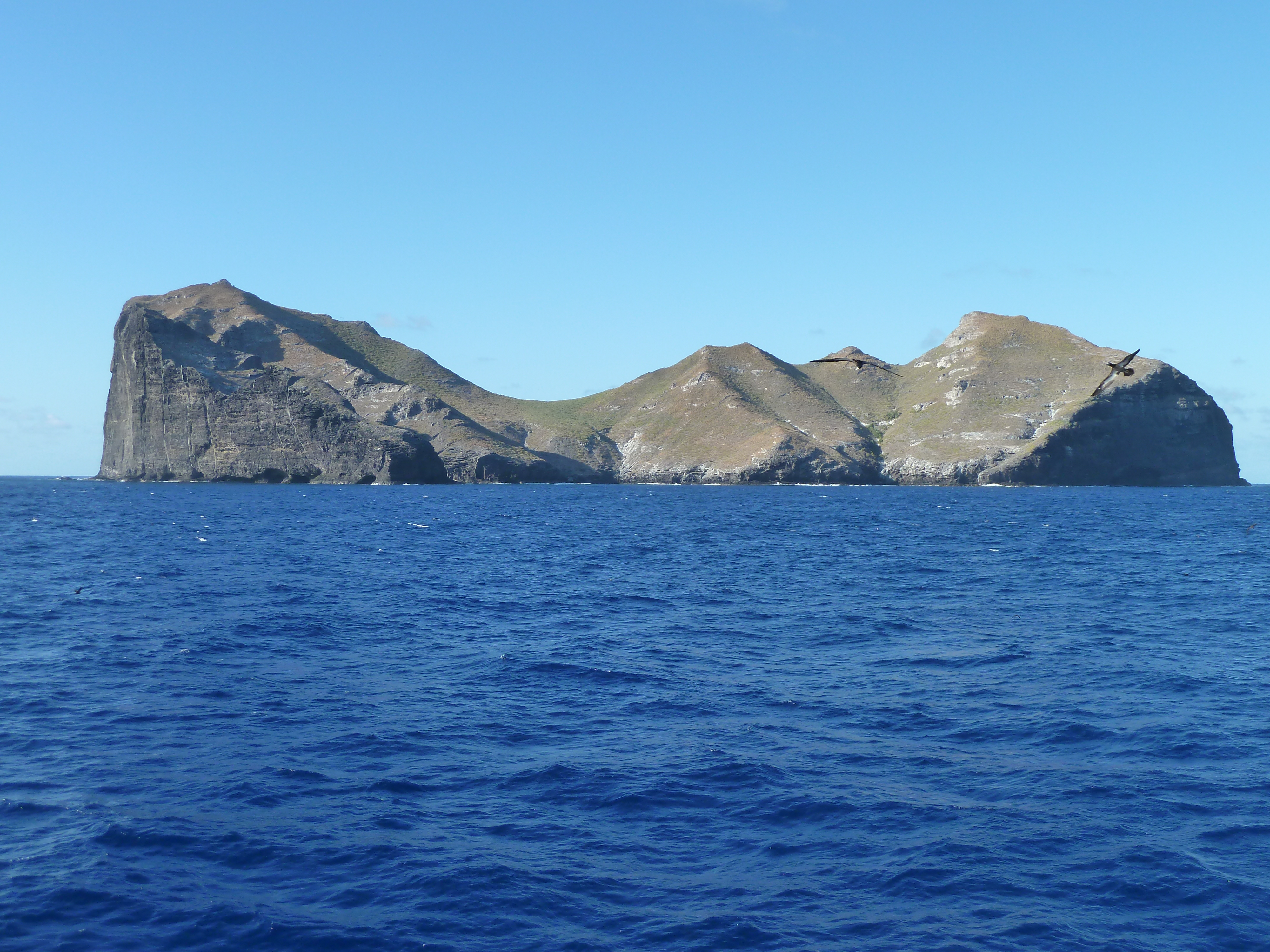
ニホア島

ニホア島（ニホアとう、Nihoa Island）は、太平洋のハワイ諸島に属する北西ハワイ諸島の島。バード・アイランドとも呼ばれ、ハワイ語での名は「モク・マヌ（Moku Manu）」。
面積1km2の小さな無人の火山島で、最高地点が273mのミラーズ・ピークで、260mのタナガー・ピークもある。約300m近くの断崖絶壁に取り囲まれており、ゴツゴツとした崖と急な谷が多い。海鳥のコロニーとなっている。
島は無人島だが、紀元後1000年から1700年の間に100人以上の古代ハワイ人が島で暮らしていたと言われ、居住地や農地、宗教的な場所、埋葬洞窟など約80以上の跡地が現在でも残っており、島で幾つか見られる。
島は1788年にジェームズ・コルネットが西洋人として初めてこの島を「発見」したが、コルネットはその後スペインに捉えられ牢獄で気がふれたため、広くはウィリアム・ダグラスが1年後に「発見」したとされている 。1822年にハワイ王国のカアフマヌ女王（副王）が島を訪問し、ハワイの一部として島を併合。1857年にはカメハメハ4世が訪問し、ハワイ王朝の一部として宣言した。1885年にリリウオカラニ女王が200人の取り巻きを連れて、島を訪問している。1909年に他の北西ハワイ諸島の島々と共にアメリカ合衆国内務省の合衆国魚類野生生物局が管轄する国立自然保護区に指定された。